# Estadi Ministro Brin y Senguel
L'Estadi Ministro Brin y Senguel va ser un camp de futbol de la ciutat de Buenos Aires, Argentina. El seu nom indica on estava ubicat, als carrers Ministro Brin cantonada Senguel, actualment av. Perez Galdós del barri de la Boca.
Va ser inaugurat el 25 de maig de 1916. Fou la seu del Club Atlético Boca Juniors fins al 1924. Tenia una capacitat per a 25.000 espectadors.
Va ser seu del Campionat Sud-americà de futbol de 1925.